# Nuoto ai IX Giochi asiatici
Il nuoto ai Giochi asiatici 1982 ha visto lo svolgimento di 29 gare, 15 maschili e 14 femminili.

## Medagliere
| Posizione | Paese          | Oro | Argento | Bronzo | Totale |
| --------- | -------------- | --- | ------- | ------ | ------ |
| 1         | Giappone       | 21  | 14      | 6      | 41     |
| 2         | Cina           | 3   | 9       | 8      | 20     |
| 3         | Corea del Sud  | 3   | 4       | 5      | 12     |
| 4         | Filippine      | 1   | 1       | 1      | 3      |
| 5         | Indonesia      | 1   | 0       | 2      | 3      |
| 6         | Corea del Nord | 0   | 2       | 0      | 2      |

## Podi
WR: Record del mondo
AR: Record asiatico
CR: Record dei campionati

### Uomini
| Evento               | Oro                 | Perform. | Argento             | Perform. | Bronzo              | Perform. |
| Stile libero         |                     |          |                     |          |                     |          |
| 100 m                | Ang Peng Siong      |          | Wang Qian           |          | Lukman Niode        |          |
| 200 m                | William Wilson      |          | Wu Jinhuang         |          | Huang Guohua        |          |
| 400 m                | Ikuhiro Terashita   |          | William Wilson      |          | Wu Jinhuang         |          |
| 1500 m               | Kimihiro Anzai      |          | Keisuke Okuna       |          | William Wilson      |          |
| Dorso                |                     |          |                     |          |                     |          |
| 100 m                | Kenji Ikada         |          | Hidetoshi Takahashi |          | Lukman Niode        |          |
| 200 m                | Hidetoshi Takahashi |          | Yang Xintian        |          | Lukman Niode        |          |
| Rana                 |                     |          |                     |          |                     |          |
| 100 m                | Ye Runcheng         |          | Shigehiro Takahashi |          | Jin Fu              |          |
| 200 m                | Naritoshi Matsuda   |          | Jin Fu              |          | Shigehiro Takahashi |          |
| Farfalla             |                     |          |                     |          |                     |          |
| 100 m                | Taihei Saka         |          | Chen Chao           |          | Ang Peng Siong      |          |
| 200 m                | Taihei Taka         |          | Bang Jun Young      |          | Masakazu Hirata     |          |
| Misti                |                     |          |                     |          |                     |          |
| 200 m                | Li Zhongyi          |          | Keiichi Ohata       |          | Shinji Ito          |          |
| 400 m                | Keiichi Ohata       |          | Pan Jiazhang        |          | Shinji Ito          |          |
| Staffette            |                     |          |                     |          |                     |          |
| 4x100 m stile libero | Cina --- ---        |          | Giappone --- ---    |          | Indonesia --- ---   |          |
| 4x200 m stile libero | Giappone --- ---    |          | Cina --- ---        |          | Indonesia --- ---   |          |
| 4x100 m misti        | Giappone --- ---    |          | Cina --- ---        |          | Indonesia --- ---   |          |

### Donne
| Evento               | Oro              | Perform. | Argento                          | Perform. | Bronzo                | Perform. |
| Stile libero         |                  |          |                                  |          |                       |          |
| 100 m                | Kaori Yanase     |          | Chikako Nakamori                 |          | Li Sha                |          |
| 200 m                | Kaori Yanase     |          | Mika Saito                       |          | Li Miaohe             |          |
| 400 m                | Mika Saito       |          | Junko Sakurai                    |          | Lee See-Eun           |          |
| 800 m                | Naomi Sekido     |          | Junko Sakurai                    |          | Lee See-Eun           |          |
| Dorso                |                  |          |                                  |          |                       |          |
| 100 m                | Choi Young-Hee   |          | Choi Young-Jung                  |          | Koto Maeda            |          |
| 200 m                | Choi Young-Hee   |          | Choi Young-Jung                  |          | Hisae Aseri           |          |
| Rana                 |                  |          |                                  |          |                       |          |
| 100 m                | Hiroko Nagasaki  |          | Kim Nyong Suk                    |          | Shao Hong             |          |
| 200 m                | Hiroko Nagasaki  |          | Kim Nyong Suk                    |          | Liang Weifen          |          |
| Farfalla             |                  |          |                                  |          |                       |          |
| 100 m                | Takemi Ise       |          | Kiyomi Takahashi                 |          | Lin Fan               |          |
| 200 m                | Kiyomi Takahashi |          | Takemi Ise                       |          | Kim Kum-Hee           |          |
| Misti                |                  |          |                                  |          |                       |          |
| 200 m                | Choi Young-Hee   |          | Hideka Koshimizu Shoi Young-Jung |          |                       |          |
| 400 m                | Hideka Koshimizu |          | Naomi Sekido                     |          | Lee See-Eun           |          |
| Staffette            |                  |          |                                  |          |                       |          |
| 4x100 m stile libero | Giappone --- --- |          | Cina --- ---                     |          | Singapore --- ---     |          |
| 4x100 m misti        | Giappone --- --- |          | Cina --- ---                     |          | Corea del Sud --- --- |          |